# Лазаров, Никола
Нико́ла Ива́нов Ла́заров (болг. Никола Иванов Лазаров; 1 апреля 1870, Карлово, Османская империя — 14 июня 1942, София, Третье Болгарское царство) — болгарский архитектор и политик, его имя одно из самых известных в архитектурном и строительном прошлом Болгарии.

## Биография
Никола Лазаров родился 1 апреля 1870 года в Карлово. Окончил архитектурный факультет как государственный стипендиат в Париже. Вскоре после окончания учебы открыл частное архитектурное бюро в Софии. Его работы — Памятник освободителям и Памятник погибшим в Сербско-болгарской войне (1885) в Русе. 
Разработал более 60 замечательных построек в Софии и многих городах по всей стране.
Лазаров оставил после себя большое архитектурное наследие, одно из самых красивых построек в городе Варна  — дом Петко Бакирджиева у входа в Морской сад, известный как «Маленький дворец» (1899). Вместе с архитектором Германом Мейером спроектировал дворец Евксиноград. 
В 1899 году построил на улице Братья Шкорпил № 2 прекрасное здание фармацера Совета Русева. 
В 1905 году спроектировал отель «Royal» на улице Охрид. 
В 1911 году выиграл конкурс на строительство гимназии (сегодня Экономический университет – Варна) и Драматический театр. Также по его проектам было построено здание Петара Бончева (в настоящее время это гостиница «Сплендид») и ряд других частных домов. 
В 1912 году Лазаров спроектировал здание городского головы Александра Василева, известное также как «Маленький патриотический дом». Все эти здания являются памятниками архитектуры, культурным и историческим наследием Болгарии.
Скончался в Софии 14 июня 1942 года, в возрасте 72 года.